# نهر بيان
نهر بيان (بالإنجليزية: Byan River)‏ هو أحد أنهار جمهورية كازاخستان.